# Shenqiornis mengi
Shenqiornis mengi — викопний вид енанціорнісових птахів, що мешкав на початку крейди, 122 млн років тому. Скам'янілі рештки виду знайдені у відкладеннях формації Гуацзіюн у провінції Хебей, Китай. Голотип DNHM D 2950 являє собою часткові залишки скелета.

## Етимологія
Рід Shenqiornis названий на честь третього пілотованого космічного корабля Шеньчжоу-7, який запустили 25 вересня 2008 року. Вид S. mengi вшановує Мена Ціндіна — китайського палеонтолога, директора Музею природознавства у Даляні.